# Pozorka (Dubí)
Pozorka (dříve Cukmantl, německy Zuckmantel) je část města Dubí v okrese Teplice. Nachází se na jihu Dubí. Prochází zde silnice I/8. V roce 2009 zde bylo evidováno 307 adres. V roce 2011 zde trvale žilo 1 196 obyvatel.
Pozorka leží v katastrálním území Dubí-Pozorka o rozloze 2,68 km2.

## Historie
Nejstarší písemná zmínka pochází z roku 1594.

## Obyvatelstvo
|                                                               | 1869 | 1880  | 1890  | 1900  | 1910  | 1921  | 1930  | 1950  | 1961  | 1970  | 1980  | 1991  | 2001  | 2011  |
| ------------------------------------------------------------- | ---- | ----- | ----- | ----- | ----- | ----- | ----- | ----- | ----- | ----- | ----- | ----- | ----- | ----- |
| Obyvatelé                                                     | 792  | 1 779 | 2 550 | 3 450 | 3 834 | 3 538 | 3 604 | 2 022 | 2 498 | 2 439 | 2 019 | 1 028 | 1 112 | 1 196 |
| Domy                                                          | 86   | 120   | 147   | 183   | 192   | 200   | 227   | 225   | .     | 304   | 299   | 188   | 193   | 204   |
| Počet domů z roku 1961 je zahrnut v domech místní části Dubí. |      |       |       |       |       |       |       |       |       |       |       |       |       |       |

## Osobnosti
- Oldřich Švestka (1922–1983), politik KSČ, v letech 1958–1968 a znovu od roku 1975 šéfredaktor Rudého práva

## Další fotografie

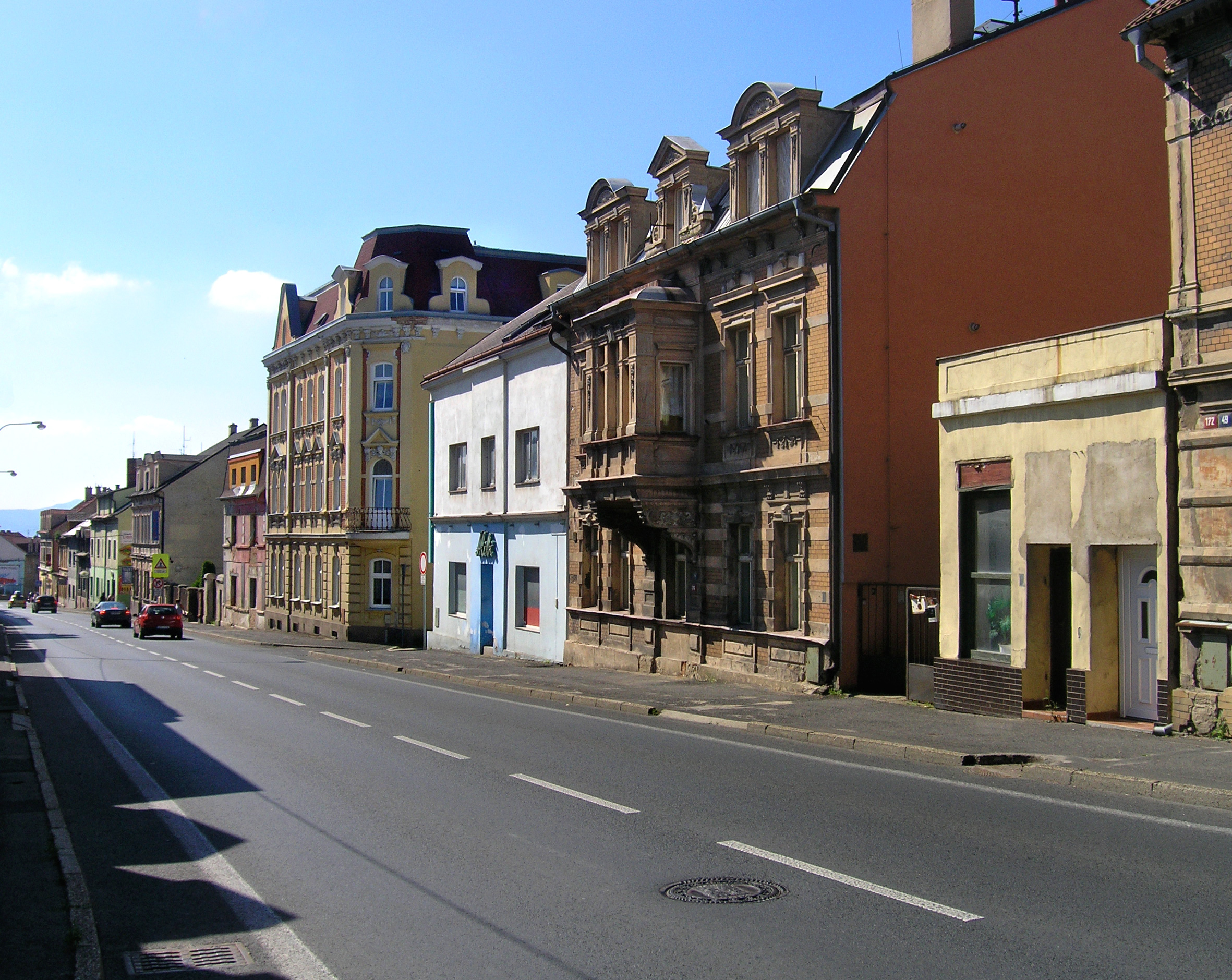
Ruská ulice, silnice I/8
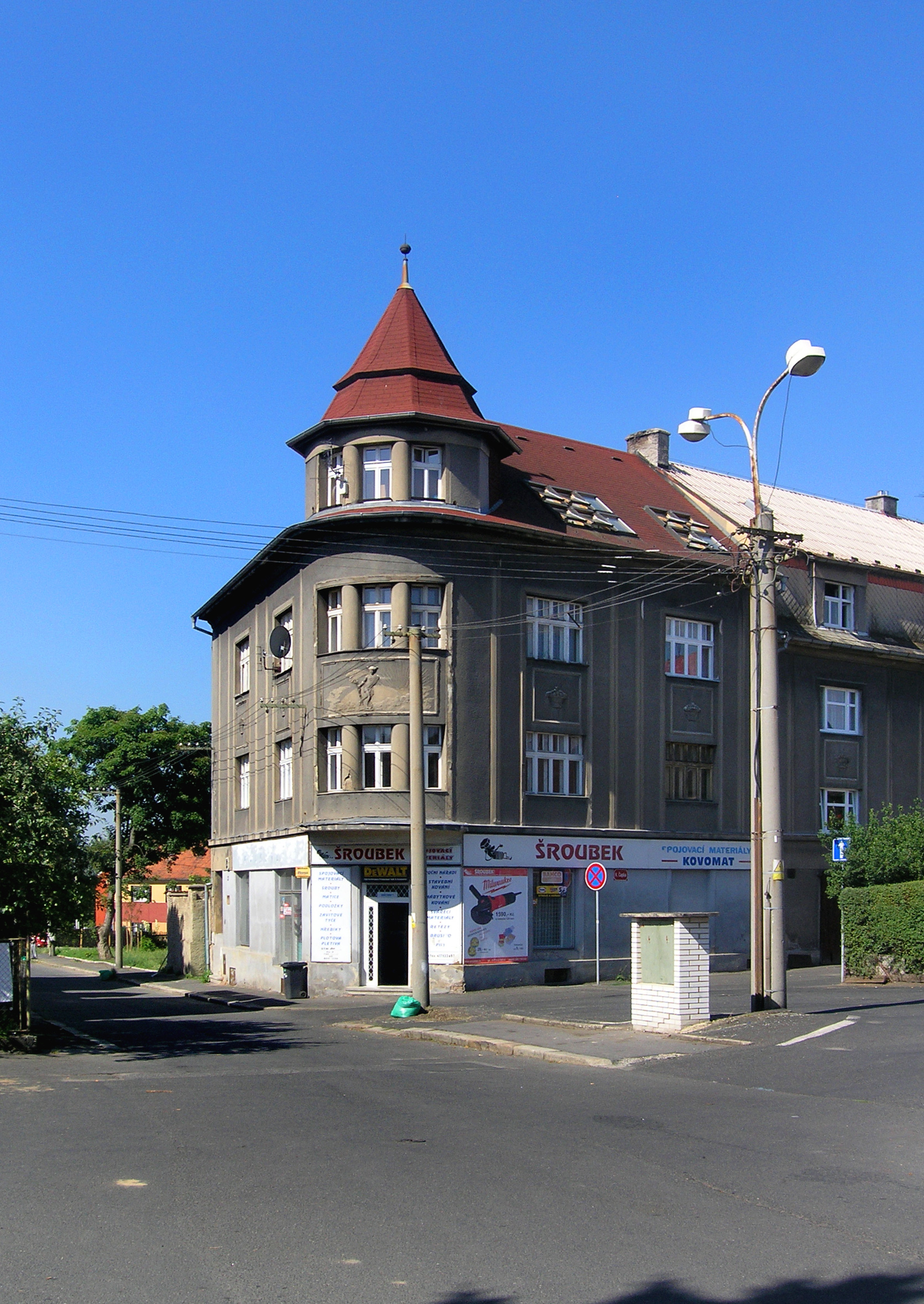
Dům v Bílinské ulici